# Luis Torres Brenes
Luis Fernando Torres Brenes (Turrialba, 16 de marzo de 1985) es un exfutbolista costarricense. Jugó como portero y actualmente es entrenador de porteros del Puntarenas F. C..
Torres hizo su debut en las ligas menores del equipo de su ciudad natal, la Asociación Deportiva Municipal Turrialba.
También ha sido convocado a la Selección de fútbol de Costa Rica, pero sin tener actuación. Fue parte del equipo nacional que participó en la Copa de Oro del 2013.

## Clubes

### Como jugador
| Club                | País       | Año       |
| ------------------- | ---------- | --------- |
| Municipal Turrialba | Costa Rica | 2008-2011 |
| C. S. Cartaginés    | Costa Rica | 2011-2015 |
| Belén               | Costa Rica | 2016      |
| Guadalupe F. C.     | Costa Rica | 2017-2019 |
| C. S. Herediano     | Costa Rica | 2019      |
| Guadalupe F. C.     | Costa Rica | 2020-2022 |
| Sporting F. C.      | Costa Rica | 2022-2023 |
| Puntarenas F. C.    | Costa Rica | 2023-2024 |

### Como entrenador de porteros
| Club             | País       | Año           |
| ---------------- | ---------- | ------------- |
| Puntarenas F. C. | Costa Rica | 2024-presente |

## Palmarés

### Títulos nacionales
| Título                         | Club                  | País       | Año  |
| ------------------------------ | --------------------- | ---------- | ---- |
| Torneo de Copa de Costa Rica   | Club Sport Cartaginés | Costa Rica | 2014 |
| Torneo de Copa de Costa Rica   | Club Sport Cartaginés | Costa Rica | 2015 |
| Primera División de Costa Rica | C. S. Herediano       | Costa Rica | 2019 |